# Sweden Sport Academy
Sweden Sport Academy arrangerar sedan 2004 sommarläger, för barn och ungdomar i åldern 8-16 år, en veckas träning inom olika idrotter som fotboll (Andreas Ravelli Camp), handboll (Magnus Wislander Camp), innebandy, simning, tennis, gymnastik, cheerleading och dans. Lägren anordnas i Märsta utanför Stockholm, Sandared utanför Borås, Helsingborg och Höganäs.

## Historik
Företaget Sweden Sport Academy grundades 2003 av Gustav Einarsson, dåvarande student på Coaching och Sport Management-programmet vid Växjö Universitet. 2004 genomfördes det första sommarlägret, Sport Camp, i Sandared utanför Borås, idrotterna var simning, tennis och dans. 2007 tillkom nästa verksamhet inom Sweden Sport Academy: Sport Academy. En idrottsskola för barn mellan 6 och 11 år. Deltagarna tränar olika idrotter en timme per vecka under en termin, höst och vår. Sport Academy startades hösten 2007 i åtta olika städer: Växjö, Halmstad, Jönköping, Göteborg, Örebro, Falun, Mora och Umeå. Sommaren 2008 bildades ett nytt dotterbolag, Aktiebolaget Svenska Idrottsfrämjandet i Växjö. Hösten 2009 fick Svenska Idrottsfrämjandet ett systerföretag i Finland, Finland Sport Academy. Sport Academy startades där i åtta olika städer. Våren 2011 bytte Sport Academy namn till Knatteskutt respektive Lassiloikka. Anledningen var att få ett mer passande namn på verksamheten då majoriteten av deltagarna var 4-5 år. Hösten 2011 fanns Knatteskutt i 103 svenska städer och 63 finska städer.